# Zabełków
Zabełków (niem. Zabelkau) – wieś w Polsce położona w województwie śląskim, w powiecie raciborskim, w gminie Krzyżanowice.

## Położenie
Wieś leży w pobliżu ujścia rzeki Olzy do Odry. Liczy około 750 mieszkańców (występuje stosunkowo liczna mniejszość niemiecka). Sąsiaduje z przygranicznymi wioskami: Chałupki i Rudyszwałd oraz Olzą w powiecie wodzisławskim. Wieś położona jest przy skrzyżowaniu dwóch dróg krajowych DK45 i DK78. Najbliższymi miastami w pobliżu Zabełkowa są Bogumin oraz Wodzisław Śląski i Racibórz. Przez Zabełków przepływa, mający swoje źródła w Czechach, potok Bełk (Bečva).

## Część wsi
- Poddębina – przysiółek

## Historia
Jeszcze przed pierwszą wzmianką miejscowości istniało tu grodzisko. Pierwsza wzmianka pochodzi z roku 1340, kiedy to wymieniany jest tutejszy zamek Barutswerde, który należał prawdopodobnie do Sigfrieda von Barutha – posiadacza pobliskiego miasteczka Hulczyn.
Kolejna wzmianka pochodzi z 6 stycznia 1373 roku, kiedy to książę Jan I Raciborski nadaje miasto Bogumin i wsie: Grunau (być może Gruszów) i Zabełków rycerzowi Pasco von Barutswerde. W 1420 roku wieś nabył Andreas von Tworkau (z Tworkowa) a w roku 1428 jego syn Ernst sprzedał wieś ówczesnemu posiadaczowi Bogumina – rycerzowi Bielikowi von Kornitz.
Od około 1490 do 1523 roku wieś należała do książąt raciborskich. Od roku 1623 aż do XVIII wieku Bogumin z Zabełkowem i innymi wsiami należał do rodziny Henckel von Donnersmarck. Do tego czasu część zabełkowian należała do parafii Bogumin a inna do parafii w Tworkowie. Po zakończeniu wojen śląskich między Prusami a Austrią, nowa granica przecięła więź pomiędzy Boguminem a Zabełkowem. Bogumin został przy Habsburgach a Zabełków znalazł się w państwie pruskim. Do roku 1818 wieś należała do okręgu pszczyńskiego, a następnie do powiatu raciborskiego. Wieś należała w tym okresie m.in. do rodów Lichnowskich i Rotschildów.
Około roku 1799 zbudowano we wsi kapliczkę i założono cmentarz. W roku 1850 zabełkowianie doczekali się kościoła: zakupili zbudowany ok. 1657 roku przez majstra ciesielskiego Nowaka z Zakrzowa w Sławikowie kościół pw. św. męczenników Wojciecha i Jerzego, zabełkowianie natomiast poświęcili kościół Matce Bożej Anielskiej.
W latach 1936–1937, kiedy to wieś znajdowała się w granicach III Rzeszy, mieszkańcy budują drugi kościół, a patronką kościoła została św. Jadwiga Śląska. Konsekracji nowego kościoła dokonał wrocławski kardynał Adolf Bertram. Podczas akcji germanizacyjnej nazw miejscowych i fizjograficznych historyczna nazwa niemiecka Zabelkau została w 1936 r. zastąpiona przez administrację nazistowską nazwą Schurgersdorf. Od roku 1945 wieś należy do Polski.
W latach 1975–1998 miejscowość administracyjnie należała do województwa katowickiego.
W roku 1976 w niewyjaśnionych okolicznościach spłonął doszczętnie stary drewniany kościół. Dzisiaj na tym miejscu stoi dom przedpogrzebowy, a nieopodal znajdują się pomniki poległych mieszkańców wsi w I i II wojnie światowej. We wsi stoi również zabytkowa kaplica św. Floriana. W Zabełkowie działają Ochotnicza Straż Pożarna (założona w 1903), Koło Gospodyń Wiejskich i LKS z sekcją piłki nożnej. We wsi znajduje się Szkoła Podstawowa im. Józefa Rymera, Przedszkole im. Kubusia Puchatka, oraz parafia rzymskokatolicka pw. św. Jadwigi Śląskiej, gdzie proboszczem do roku 2009 był ks. Hubert Mikołajec. Nowym proboszczem jest ks. dr Franciszek Grabelus.
9 lutego 1882 w Zabełkowie urodził się Józef Rymer – polski górnik, działacz społeczny, polityk, jeden z przywódców III powstania śląskiego, poseł na Sejm Ustawodawczy RP, pierwszy wojewoda śląski mianowany w 1922. Ze wsi pochodzą także Leonard Kupka i Wilhelm Wolnik, posłowie na Sejm PRL, oraz Augustin Warlo, deputowany do niemieckiego Reichstagu z partii Centrum.

## Turystyka
Przez Zabełków przebiega międzynarodowa trasa rowerowa EuroVelo 4 (Szlak Europy Centralnej) – w Polsce wyznakowana jako R-4 , obecnie od granicy polsko-czeskiej do Krakowa. Trasa ta ma w gminie wspólny przebieg z  czerwoną trasą rowerową nr 24, tzw. Pętlą rowerową Euroregionu Śląsk Cieszyński. Przez Zabełków przebiega także  zielona trasa rowerowa nr 355, która ma wspólny przebieg z edukacyjną ścieżką przyrodniczą Graniczne Meandry Odry.

## Galeria

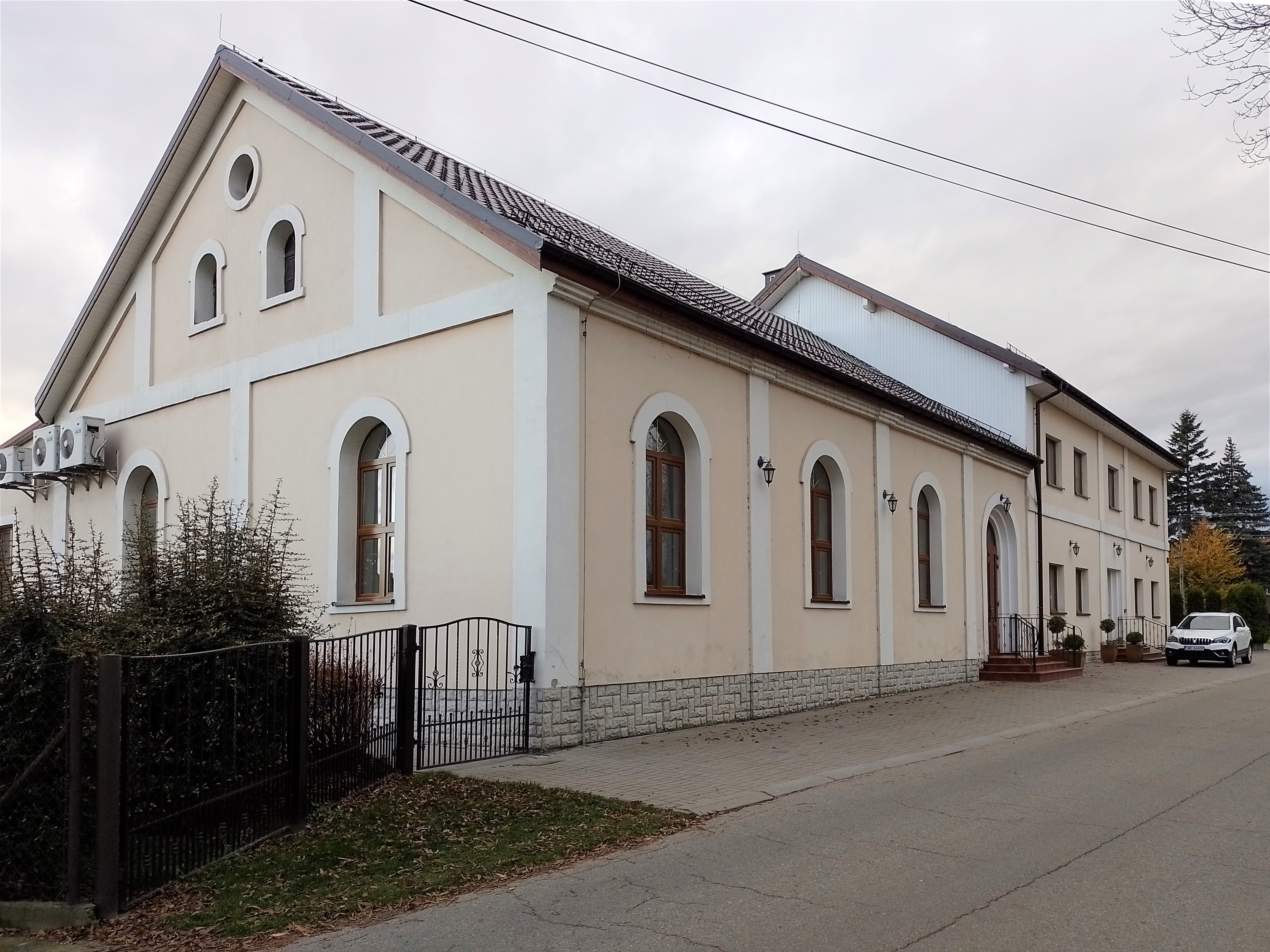
Gościniec Nad Strumykiem
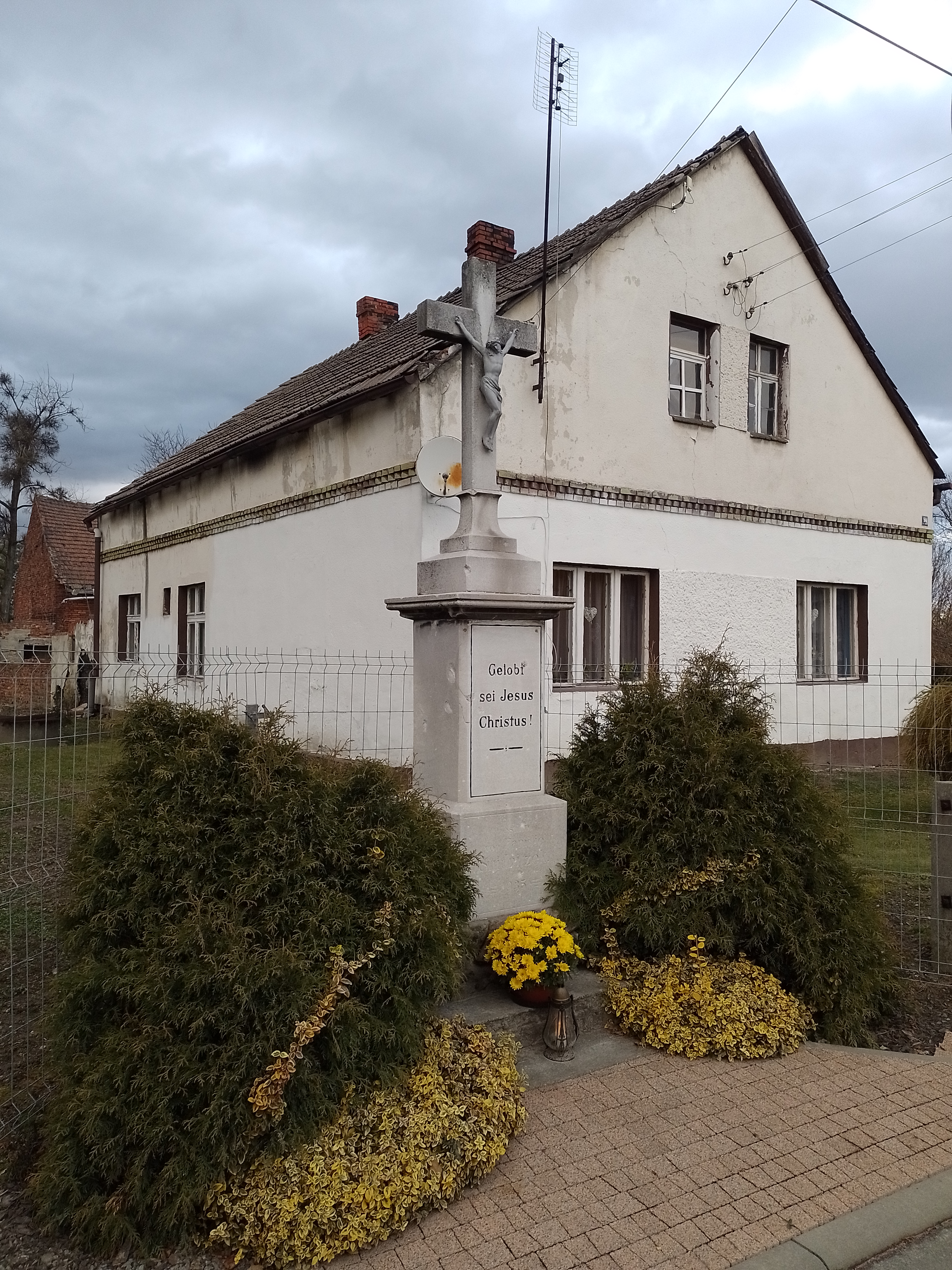
Dom przy ulicy Długiej i krzyż przydrożny
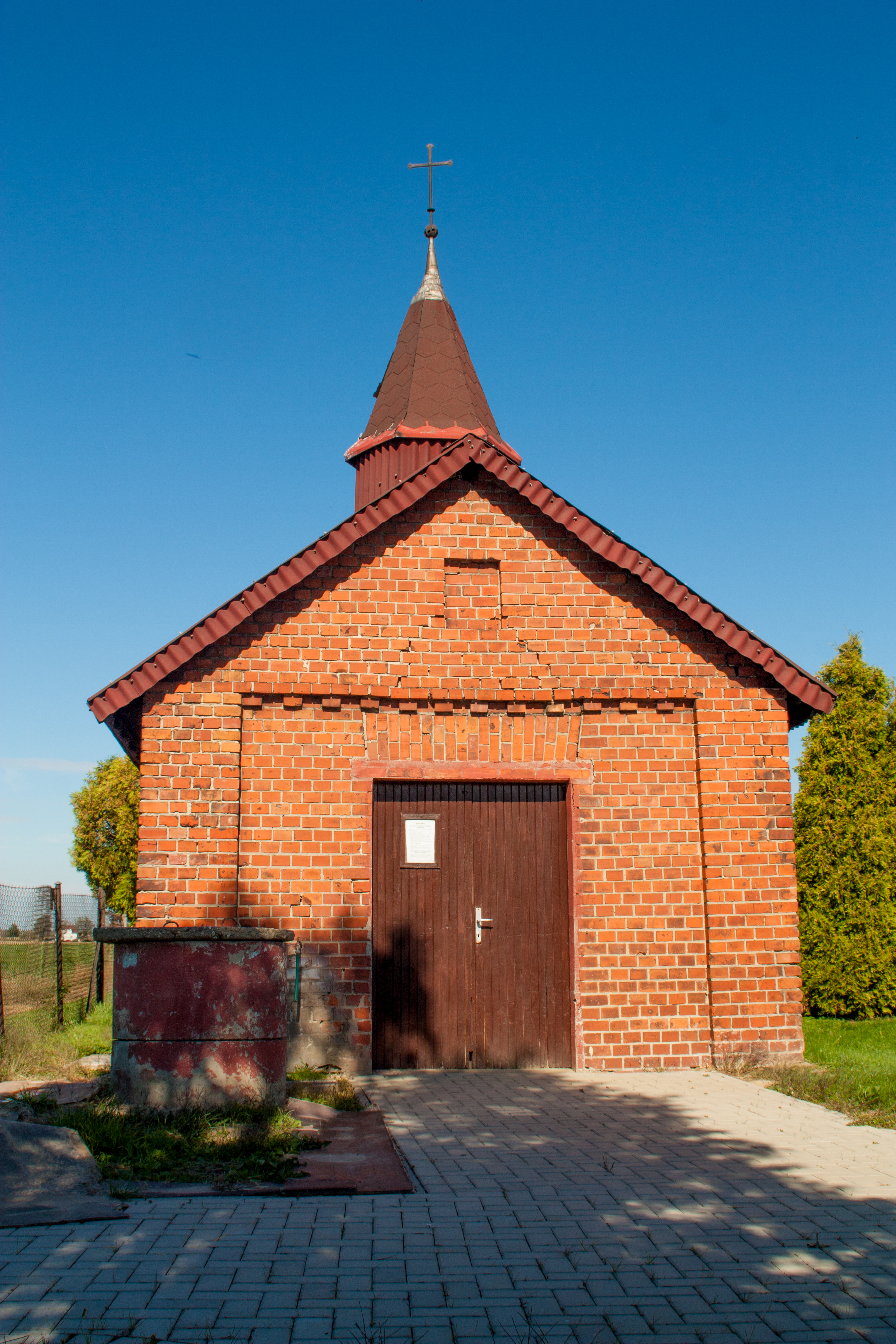
Kaplica na cmentarzu
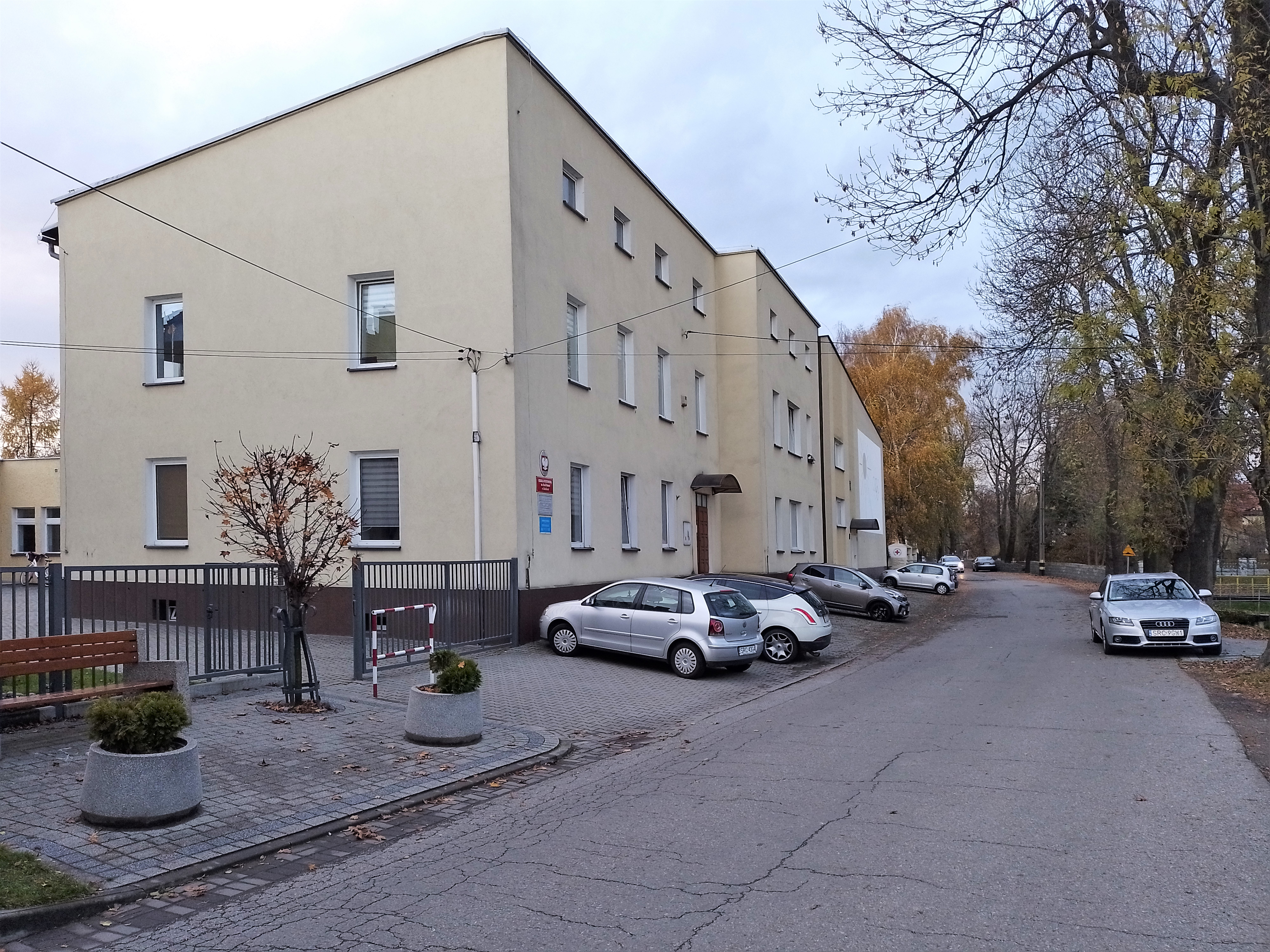
Szkoła podstawowa
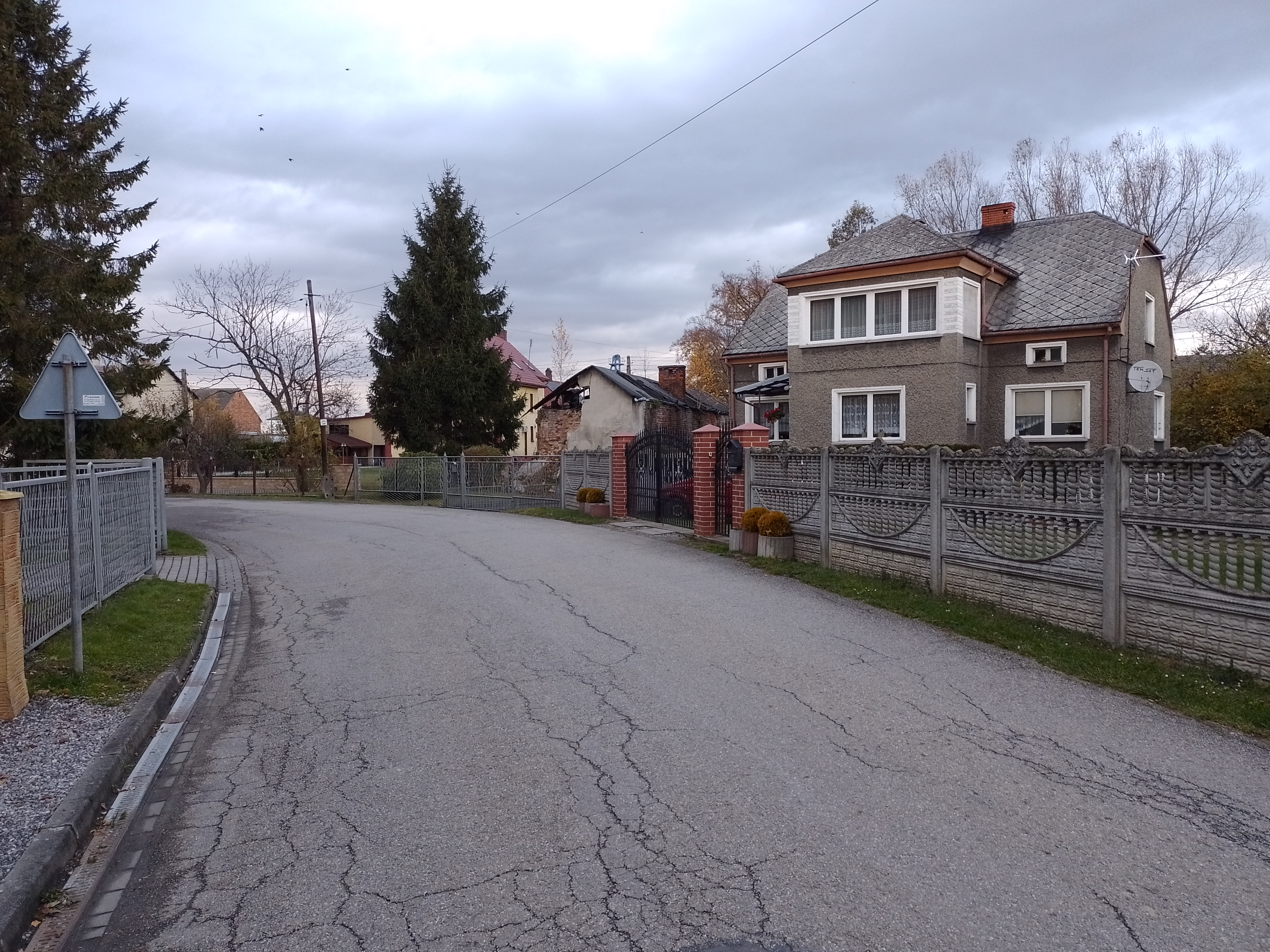
Ulica Rymera
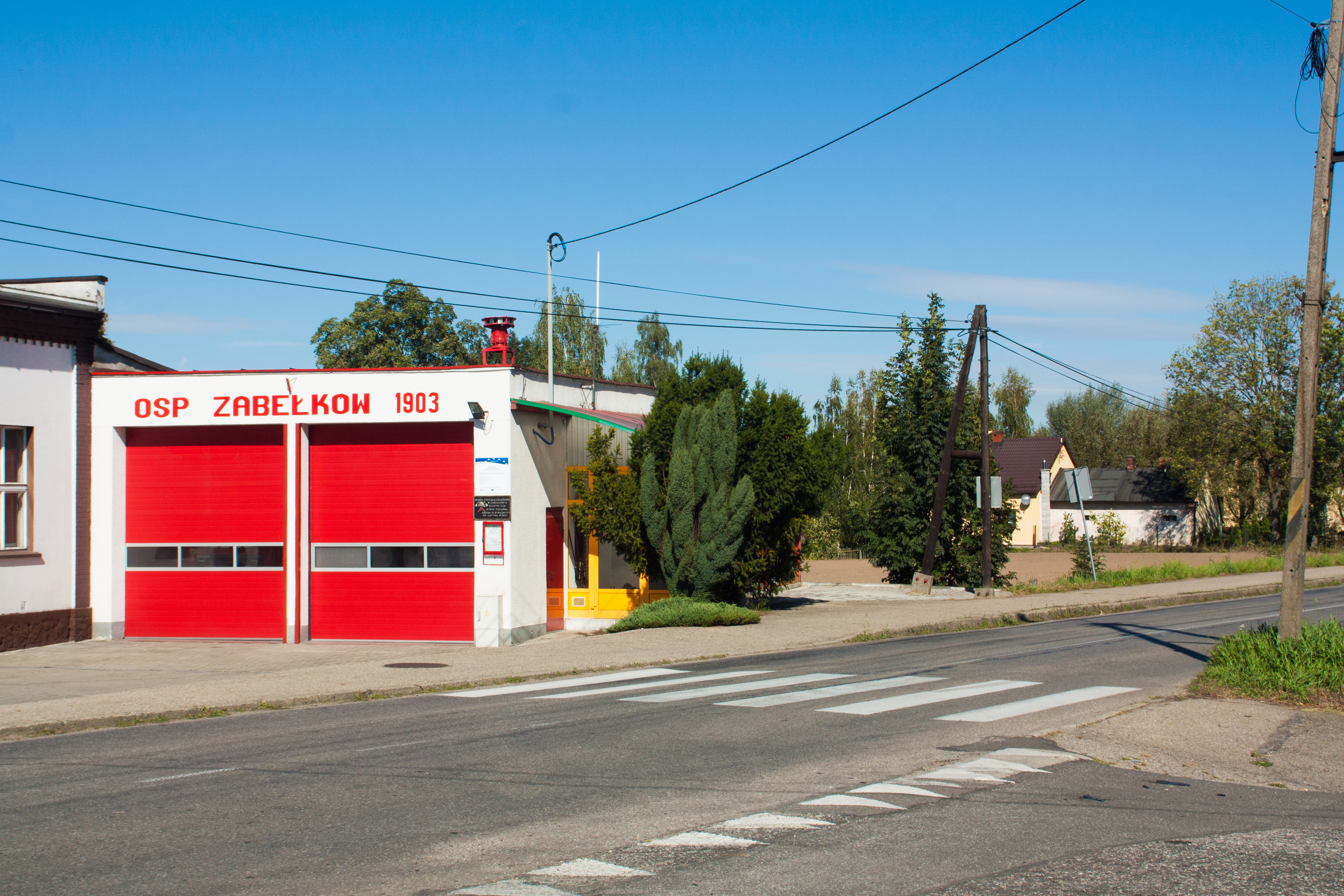
Ochotnicza straż pożarna